# Kanadai whisky

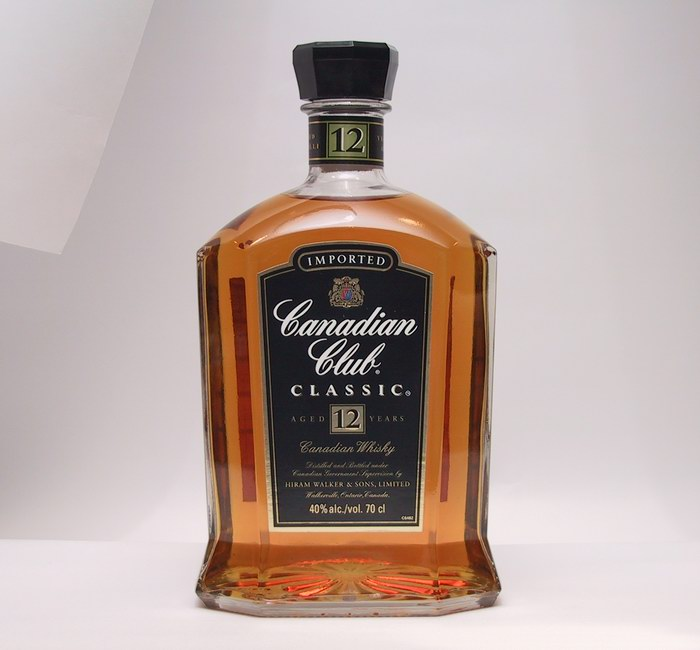
12 évig érlelt Canadian Club whisky

A kanadai whisky (Canadian whisky, Canadian rye whisky, ritkábban whiskey) a kanadai törvények szerint olyan whisky amelyet Kanadában készítenek erjesztett gabonaszemek felhasználásával és legalább három évig – bár általában legalább 6-8 évig érlelik – legfeljebb 700 literes fahordókban kell érlelni. A kanadai whiskyk általában kevert whiskyk, és gyakran még ehhez mérten is könnyű és lágy jellegűek, egy részüket olykor „barna vodkának” is hívják emiatt. Fő alapanyagai általában a rozs és a kukorica (gyakran rozs- és kukoricawhisky keveréke), de a Canadian Whisky, Canadian Rye Whisky és Rye Whisky megnevezés követelményei nem különböznek, így akár rozsmentes whiskyt is lehetne kanadai „rozswhiskynek” címkézni.
A kanadai whiskyt ma már szinte kizárólag „whisky” betűzéssel címkézik, régebben azonban egyaránt jellemző volt – és ma sem példa nélküli – a „whiskey” változat. A kanadai köznyelvben gyakran egyszerűen rye-nak nevezik.

## Története
A 19. század elején a kanadai molnárok a megmaradt búzából főztek whiskyt, mert akkoriban ez volt a legelterjedtebb gabona a telepesek közt. Idővel elterjedt a rozzsal „fűszerezett” búzacefre használata, ami sokkal ízesebb whiskyt adott a tiszta búzánál, így alakult ki a kanadai whisky egyedi stílusa. A rye (rozs) idővel a whisky szinonimája lett Kanadában. A 20. században, mikor a finomítótornyok segítségével már bármilyen gabonából lehetett semlegesebb ízű szeszt főzni, a búzát sok főzde lecserélte a sokkal jobb szeszkihozatalú kukoricára. A tornyos finomítású kukoricawhisky és a tiszta rozswhisky keverékéből az eredeti rye stílusában alkották meg a kanadai kevert whiskyt. Nem ismeretlen azonban a tisztán palackozott kanadai rozswhisky sem, aminek onnan ered a hagyománya, hogy a kezdeti idők telepesei a búzánál igénytelenebb, biztosabban termő rozs termesztésére hagyatkoztak.

## Készítése
A kanadai whiskyk általában kevert whiskyk (blended), csak 1991 óta gyártanak egyetlen skót stílusú házasítatlan malátawhiskyt (single malt).

### Cefrézés
A kanadai whisky alapanyaga az árpa, rozs és legnagyobb mennyiségben a kukorica. Ez utóbbiból készül általában az alapwhisky, amihez azután a többi fajta whiskyből kevernek kisebb mennyiséget ízesítésül. A pépbe árpamaláta, valamint a többi gabona magja kerül. A kukorica az összes gabona mennyiségének átlagosan 85%-a, érett, édes, egészséges szeműnek kell lennie, amit 14%-os nedvességtartalmúra szárítanak. Nagyon kevés árpamaláta biztosítani tudja a szükséges enzimeket, elegendő akár a teljes pép mennyiségének fél ezreléke.
A kanadai whiskyben gyakran alkalmaznak rozsmalátát, ebből több kell, mint az árpamalátából, viszont az íze jellegzetesen egyedivé teszi a kanadai whiskyt. A kanadai whiskyben mindig a kukorica a fő alkotóelem, ha emellett van benne – egyáltalán vagy az egyébként helyben szokásosnál nagyobb mennyiségben, de még mindig csak kisebb részben – rozs is, akkor szokták rozswhiskynek (rye whisky) hívni, de az Egyesült Államokban ez nem teljesítené a rozswhisky definícióját. A rozs a whiskyt karakterében nehezebbé teszi.

### Erjesztés
Az erjesztés élesztő hozzáadásával történik, többféle, gondosan őrzött tenyészet felhasználásával, amivel különféle ízárnyalatokat tudnak elérni.

### Lepárlás
A lepárlást legnagyobb részt nagyobb tisztaságú – aldehid- és kozmaolajmentes, kevésbé aromás – alkoholt nyújtó szeszfinomítókkal végzik. Az alapwhiskyhez később aromásabb izesítőwhiskyket kevernek.

### Érlelés
Legalább 3 évig kell tölgyfahordóban érlelni a törvény szerint, de a legtöbb fajtát legalább 6-8 évig érlelik. Ezután az első érlelés után nagy keverőkádakba kerül a whisky, ahol  különböző évjáratú whiskyket kevernek össze. A keverék hivatalos kora mindig a legfiatalabb összetevőé. A keverésnek ez a módja biztosítja, hogy minden évben azonos karakterű whiskyt tudjanak palackozni. A palackozás előtt azonban a keverék egy időre még újra hordóba kerül, hogy az összetevők megfelelően házasodni tudjanak, ez is hozzájárul a kanadai whisky lágyságához. A keverékekhez gyártanak összetevőként Bourbon whiskyt is bizonyos mennyiségben, ezt belülről kiégetett tölgyfahordóban érlelik.

## Története
Az Amerikai Egyesült Államokhoz hasonlóan Kanadába is skót és ír bevándorlók hozták a tengeren túlról a whiskyfőzés tudományát. Bár az ismert, hogy az első rumfőzde 1769-ben nyílt meg Quebecben, az első whiskyfőzde megalakulásának ideje nem. Az biztos, hogy az 1840-es években mintegy 200 volt a számuk. A kanadai whiskyfőzés Ontario állam bérmalmai körül kezdődött, ahová a farmerek gabonájukat vitték 1/10-ed rész fejében őröltetni. A malomtuljadonosoknak gondot okozott a gabona tárolása, elszállítása, eladása, az egyik kézenfekvő megoldás a szeszfőzés volt, aminek a végtermékét könnyebben tudták kezelni, mert mintegy harmadakkora volt a térfogata, gyakorlatilag soha sem romlott meg, és bárhová el lehetett szállítani eladni. Mivel a malomtulajdonos nem tudta befolyásolni a gabonaösszetételt, mert az az őröltető farmerek őrlési igényétől függött, ezért Kanadában nem honosodott meg a whisky definíciójában a gabonaösszetétel, mint előírás.
Az amerikai polgárháború a kanadai whiskyfőzésnek jót tett, és Kanada később is mentes volt a kormányzati és civil alkoholellenes mozgalmaktól. A nagyon rövid kivétel az 1916–17-es szesztilalom volt, amikor csak katonai, orvosi, tudományos és ipari célokra lehetett alkoholt előállítani. Az amerikai szesztilalom idején Kanada volt az Egyesült Államok legnagyobb – hivatalos orvosi célú, valamint illegális – whiskyszállítója, a becslések szerint a piac mintegy kétharmadát uralta. 1933, az amerikai szesztilalom feloldása után, a kanadai whisky hivatalosan is népszerű maradt az Egyesült Államokban.
A kanadai whiskyhez legnagyobb (átlagosan 85%) arányban kukoricát használnak, amit az 1960-as évekig az Egyesült Államokból importáltak, de ma már szinte kizárólag kanadai kukoricát használnak.

## Fajtái

### Canadian single malt
- Glenora Distillers, Glenville, Nova Scotia (independent)
  - Glen Breton Rare
  - Glen Breton Ice 10 Year
  - Glen Breton Ice 15 Year

### Egyéb kanadai whisky
- Alberta Distillers, Calgary (independent)
  - Alberta Premium
  - Alberta Premium 25 Years Old
  - Alberta Springs Rye Whisky 10 Years Old
  - Alberta Springs Rye Whisky 25 Years Old
  - Tangle Ridge Aged 10 Years

- Allied Domecq
  - McGuinness Silk Tassel

- Barton
  - Barton's Canadian 36 Months Old
  - Canadian Host
  - Canadian Supreme
  - Corby's Canadian 36 Months Old
  - McMaster's
  - Northern Lights

- Canadian Mist Distillers, Collingwood, Ontario (Brown-Forman)
  - Canadian Mist

- Century Distilling, Vancouver
  - Century Reserve 8 Year Old
  - Century Reserve 13 Year Old
  - Century Reserve 15 Year Old
  - Century Reserve 21 Year Old

- Corby Distilleries, Toronto (Allied)
  - Gooderham & Worts Ltd
  - Lot No. 40
  - Pike Creek
  - Royal Reserve
  - Royal Reserve Gold

- Diageo
  - Crown Royal
  - Crown Royal Limited Edition
  - Crown Royal Special Reserve
  - Crown Royal XR
  - Crown Royal Cask 16
  - Seagram's 83 Canadian Whisky
  - Seagram's Five Star Rye Whisky
  - Seagram's Seven Crown
  - Seagram's VO
  - Seagram's VO Gold

- Highwood Distillery, High River, Alberta
  - Centennial 10 Year Old Rye Whisky
  - Highwood Canadian Rye Whisky
  - Saskatchewan Wheatland Rye Whisky

- Hiram Walker (Allied)
  - Canadian Club Premium
  - Canadian Club Sherry Cask Aged Eight Years
  - Canadian Club Reserve 10 Years of Age
  - Canadian Club Premium Classic Aged 12 Years
  - Hiram Walker Special Old Rye Whisky
  - Wiser's Deluxe
  - Wiser's Deluxe 10 Years Old
  - Wiser's Very Old
  - Wiser's Special Blend
  - Wiser's Reserve
  - Rich & Rare

- Kittling Ridge (independent)
  - Forty Creek Barrel Select
  - Forty Creek Three Grain
  - Forty Creek Small Batch Reserve
  - Pure Gold
  - Mountain Rock

- Maple Leaf Distillers, Winnipeg
  - Canadian Cellars Rye Whisky

- Schenley (Barton)
  - Black Velvet DeLuxe
  - Gibson's Finest Aged 12 Years
  - Gibson's Finest Rare Aged 18 Years
  - Gibson's Finest Sterling Edition
  - Schenley Golden Wedding
  - Schenley OFC Aged 8 Years

- Williams & Churchill Ltd., Quebec/Alberta
  - Danfield's Small Batch Private Reserve
  - Danfield's Small Batch 21 Years Old

- Windsor Distillary
  - Windsor Canadian